# Así es el tango
Así es el tango es una película argentina en blanco y negro dirigida por Eduardo Morera sobre su propio guion basado en el sainete homónimo de Florencio Chiarello que se estrenó el 24 de febrero de 1937 y que tuvo como protagonistas a Olinda Bozán, Tita Merello y Tito Lusiardo. Como coreógrafo participó Edgardo Donato.

## Sinopsis
Dos mujeres engañadas traman la venganza contra sus esposos. Un compositor es engañado por un aventurero de cuya novia se enamora.

## Reparto
- Olinda Bozán	 ...	Olinda
- Tita Merello	 ...	Tita
- Tito Lusiardo	 ...	Tito
- José Ramírez	 ...	Canuto
- Fernando Ochoa	 ...	Julián
- Luisa Vehil	 ...	Malva
- Eduardo Armani	 ...	Jorge
- Olga Mom
- Lely Morel
- Carlos Enríquez
- Julio De Caro
- Raúl Deval

## Comentario
Para Manrupe y Portela es una divertida comedia con canciones y enredos por engaños matrimoniales.